# Sven Hellström
Sven Hilding Hellström, född 3 maj 1906 i Stockholm,  död 2 februari 1997, var en svensk målare och tecknare. 
Han studerade vid Signe Barths målarskola i Stockholm och har bland annat målat stadsbilder och landskap från Stockholms omgivningar. Hellström är representerad i Stockholms stadsmuseum med ett par blyertsteckningar.